# Ralf Isau

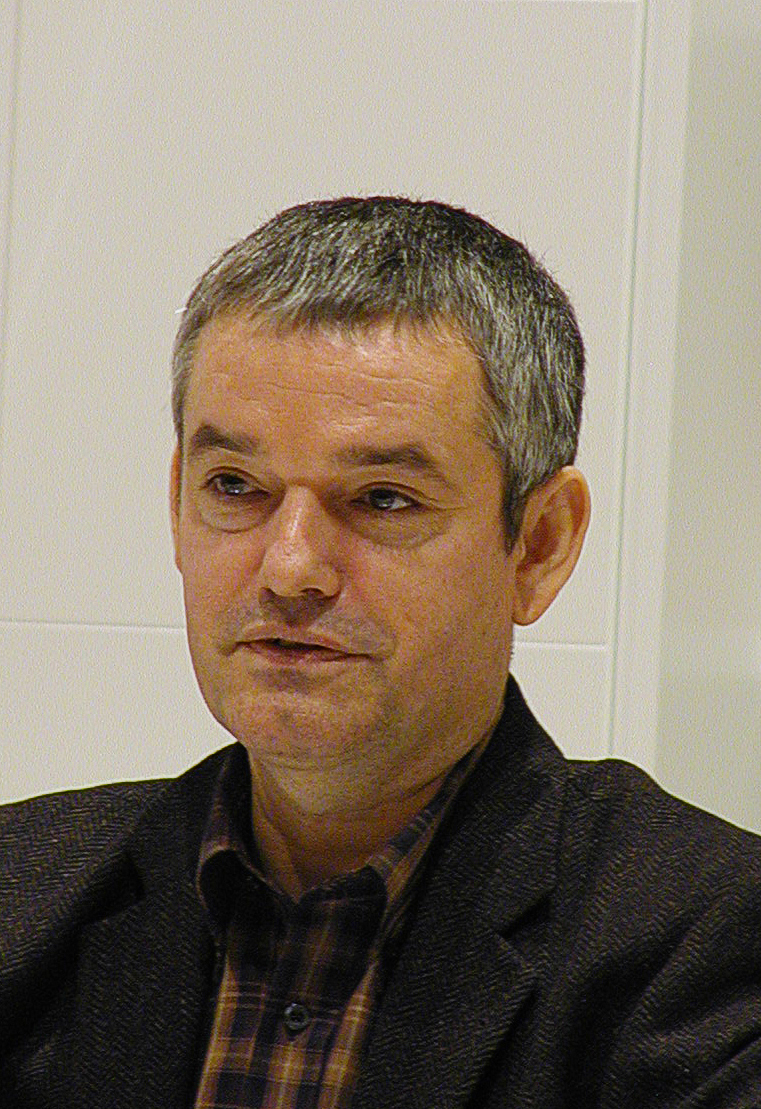
Ralf Isau bei einer Lesung in Stuttgart (2005)

Ralf Isau (* 1. November 1956 in Berlin) ist ein deutscher Schriftsteller. Er schreibt auch unter dem Pseudonym Jan Aalbach.

## Leben
Ralf Isau arbeitete zunächst als Organisationsprogrammierer, PC-Verkäufer, Systemanalytiker und Niederlassungsleiter eines Software-Hauses, Projektmanager und seit 1996 als selbständiger EDV-Berater. Zu dieser Zeit hatte er bereits ein Kinderbuch und drei Romane veröffentlicht.
Zum Schreiben kam er 1988, als er mit der Arbeit an der Neschan-Trilogie begann. 1992 überreichte er Michael Ende anlässlich einer Lesung ein kleines, selbstgebundenes Märchenbuch (Der Drache Gertrud), das er für seine Tochter geschrieben hatte. Ende empfahl ihn dem Thienemann Verlag, wo Ralf Isau seither über ein Dutzend Romane für jüngere und ältere Leser veröffentlichte, die in fünfzehn Sprachen übersetzt und mit mehreren Preisen ausgezeichnet worden sind. Seit 2002 widmet er sich ganz der Schriftstellerei.
Ein Merkmal seiner Romane, die er selbst als „Phantagone“ bezeichnet, ist die Vermischung von Fiktion mit historischen Tatsachen. Mit Romanen wie Der silberne Sinn (2003) und Der Herr der Unruhe (2004) wagte Ralf Isau den Schritt vom Jugendbuch zur Erwachsenenliteratur. Im Roman Die Galerie der Lügen Oder: Der unachtsame Schläfer (2005) setzt er sich mit der Darwinschen Evolutionstheorie auseinander, die er zugunsten einer auf Intelligent Design basierenden Sichtweise ablehnt.
In der Sprache sieht Ralf Isau ein Kulturgut, das gepflegt und erhalten werden muss. Dieses Anliegen lässt er mit den Mitteln der Phantastik häufiger in seinen Geschichten anklingen. Am deutlichsten thematisiert er es in seinem Roman Pala und die seltsame Verflüchtigung der Worte (2002), in dem eine ganze Stadt von einer geheimnisvollen Sprachlosigkeit befallen wird. Um die Alltagssprache durch gute Texte aufzuwerten, gründete er im Herbst 2012 eine Agentur für Textentwicklung, die er "Phantagon" nannte.
Isau lebt mit seiner Frau in Asperg bei Ludwigsburg.

## Auszeichnungen
- Das Museum der gestohlenen Erinnerungen: Buxtehuder Bullen für das beste Jugendbuch des Jahres 1997, Buch des Jahres 1998 (JuBuCrew Göttingen), Buch des Monats Februar 1998 (JuBuCrew Göttingen), gefördert von Inter Nations
- Das Netz der Schattenspiele: Buch des Jahres 1999 (JuBuCrew Göttingen), 3. Platz beim Preis der Moerser-Jugendbuch-Jury 1999/2000

## Werke

### Einzelromane
- Der Drache Gertrud. 1994, ISBN 3-522-17358-9
- Das Museum der gestohlenen Erinnerungen. 1997, ISBN 3-522-17579-4
- Das Echo der Flüsterer. 1998, ISBN 3-522-17193-4
- Das Netz der Schattenspiele. 1999, ISBN 3-522-17257-4
- Pala und die seltsame Verflüchtigung der Worte. 2002, ISBN 3-522-17432-1
- Der Silberne Sinn. 2003, ISBN 3-404-15234-4
- Die unsichtbare Pyramide. 2003, ISBN 3-522-17594-8
- Der Leuchtturm in der Wüste. 2004, ISBN 3-522-17663-4
- Der Herr der Unruhe. 2004, ISBN 3-431-03392-X
- Die Galerie der Lügen. 2005, ISBN 3-431-03636-8
- Die Dunklen. 2007, ISBN 3-492-70139-6
- Minik – An den Quellen der Nacht. 2008, ISBN 3-522-17873-4
- Der Mann, der nichts vergessen konnte. 2008, ISBN 3-492-70141-8
- Der Schattendieb. 2009, ISBN 978-3-522-20029-5
- Messias. 2009, ISBN 3-492-70142-6
- Der verbotene Schlüssel. 2010, ISBN 3-570-13834-8
- Das Geheimnis der versteinerten Träume. 2011, ISBN 3-570-13833-X
- Die Masken des Morpheus. 2013, ISBN 3-570-13835-6
- Das Allerweltshaus. 2018, ISBN 978-3-95751-260-4

### Neschan-Trilogie
- Die Träume des Jonathan Jabbok. 1995, ISBN 3-522-16896-8
- Das Geheimnis des siebten Richters. 1996, ISBN 3-522-16901-8
- Das Lied der Befreiung Neschans. 1996, ISBN 3-522-16945-X

### Der Kreis der Dämmerung
- Der Kreis der Dämmerung – Teil 1: Das Jahrhundertkind. 1999, ISBN 3-522-17306-6
- Der Kreis der Dämmerung – Teil 2: Der Wahrheitsfinder. 2000, ISBN 3-522-17335-X
- Der Kreis der Dämmerung – Teil 3: Der weiße Wanderer. 2001, ISBN 3-522-17401-1
- Der Kreis der Dämmerung – Teil 4: Der unsichtbare Freund. 2001, ISBN 3-522-17474-7

### Die Chroniken von Mirad
- Das gespiegelte Herz. 2005, ISBN 3-522-17745-2
- Der König im König. 2006, ISBN 3-522-17746-0
- Das Wasser von Silmao. 2006, ISBN 3-522-17747-9

### Der Zirkel der Phantanauten
- Der Tränenpalast. 2008, ISBN 978-3-522-18087-0
- Metropoly. 2008, ISBN 978-3-522-18088-7
- Der Feuerkristall. 2009, ISBN 978-3-522-18171-6

### Legenden von Phantasien
- Die geheime Bibliothek des Thaddäus Tillmann Trutz. 2003, ISBN 3-401-02461-2

### Die zerbrochene Welt
- Die zerbrochene Welt. 2011, ISBN 3-492-70191-4
- Feueropfer. 2011 ISBN 3-492-70192-2
- Weltendämmerung. 2012, ISBN 3-492-70235-X

### Werke unter dem Pseudonym Jan Aalbach
- Phoenix 2014 ISBN 3-492-26964-8
- Abyssos 2015 ISBN 3-492-26945-1

## Belege
1. ↑  Ralf Isau: Das Geheimnis um meinen Künstlernamen ist gelüftet

| Personendaten    | Personendaten            |
| ---------------- | ------------------------ |
| NAME             | Isau, Ralf               |
| ALTERNATIVNAMEN  | Aalbach, Jan (Pseudonym) |
| KURZBESCHREIBUNG | deutscher Schriftsteller |
| GEBURTSDATUM     | 1. November 1956         |
| GEBURTSORT       | Berlin, Deutschland      |